# 시티오브첼름스퍼드

시티오브첼름스퍼드의 위치

시티오브첼름스퍼드(영어: City of Chelmsford)는 잉글랜드 에식스주의 도시로 중심 도시는 첼름스퍼드이며 면적은 342.24km2, 인구는 168,500명(2011년 기준), 인구 밀도는 490명/km2이다.